# Michel Scob
Michel Jacques Henri Scob (* 26. April 1935 in Inchy; † 7. September 1995 in Suresnes) war ein französischer Radrennfahrer und nationaler Meister im Radsport.

## Sportliche Laufbahn
Scob war Bahnradsportler. Er war Teilnehmer der Olympischen Sommerspiele 1960 in Rom. Dort startete er im Zeitfahren und belegte beim Sieg von Sante Gaiardoni den 16. Platz. Im Tandemrennen belegte er mit Roland Surrugue den 5. Rang.
1960 siegte Scob in der nationalen Meisterschaft im Sprint der Amateure.
1963 wurde er Berufsfahrer im Radsportteam Peugeot, nachdem er 1962 als Unabhängiger gestartet war. Er bestritt hauptsächlich Steherrennen und gewann die Stehermeisterschaft der französischen Profis 1969 vor Jean Raynal und 1970 vor Alain Dupontreue. 1964 wurde er Vize-Meister, 1965 Dritter er Meisterschaft. Im Sprint der Profis wurde er von 1962 bis 1964 Dritter der Meisterschaft. 1968 war er Vize-Meister. Scob bestritt auch Straßenrennen, blieb dabei aber ohne Erfolge.

## Familiäres
Er ist der Bruder der Schauspielerin Édith Scob.